# Кай Лоренц фон Брокдорф (1646 – 1725)
Кай Лоренц фон Брокдорф (на немски: Cai Lorenz von Brockdorff; * 1 септември 1646; † 30 март 1725 в Клеткамп в Шлезвиг-Холщайн) е имперски граф от род фон Брокдорф, датски таен съветник, архидякон и домпропст в Утрехт. Той е холщайнски собственик на рицарските имения Клеткамп в Шлезвиг-Холщайн и Грюнхауз (днес част от Кирхнюхел) в Шлезвиг-Холщайн.
Той е единствено дете на шведския полковник Кай Бертрам фон Брокдорф (1619 – 1689) и първата му съпруга Сузана Амалия фон Мюнстер, вдовица фон Валдау (1618 – 1654). През 1667 г. баща му му преписва именията Клеткамп и Грюнхауз.
Кай Лоренц фон Брокдорф е от 1667 г. кемерер на датската кралица Шарлота Амалия фон Хесен-Касел и е издигнат на 26 май 1672 г. на датски граф и на 3 юни 1706 г. също от император Йозеф I на имперски граф заедно със синът му.
Баща му Кай Бертрам фон Брокдорф се жени втори път 1671 г. за Хедвиг фон Ранцау (1650 – 1678) и иска само децата му от този брак да му бъдат наследници. Затова има конфликт, който трае 20 години и след смъртта на баща му.
Кай Лоренц фон Брокдорф престроява през 1676 г. имението Клеткамп. Той е патрон на църквата за Грюнхауз, църквата Мария в Кирхнюхел, която реновира през 1692 г. и дарява нов оргел. От 1692 до 1709 г. той построява в южната част мавзолей за себе си и фамилията му.
- Църквата в Кирхнюхел

## Фамилия
Кай Лоренц фон Брокдорф се жени на 2 февруари 1674 г. за София Амалия фон Шак цу Шакенбург (* 1657 в Хамбург; † 1713), дъщеря на датския фелдмаршал граф Ханс фон Шак (1609 – 1676) и Анна фон Бломен (1632 – 1688). Те имат единадесет деца, от които само два сина порастват:
- Кристиан Фридрих фон Брокдорф (* 15 април 1679; † 4 април или 9 май 1750), поема през 1712 г. именията Клеткамп и Грюнхауз, женен на 12 юни 1720 г. за Улрика Елеонора фон Фьолкерсам (* 1 октомври 1695; † 22 юли 1833)
- Кай Бертрам Бенедикт фон Брокдорф (* 4 май 1680; † 14 юни 1710), имперски граф от 1706 г., получава рицарското имение Шнай в Горна Франкония, женен на 25 април 1706 г. в дворец Тан, Нюрнберг за Сузана Елизабет фон Шаумберг (* 18 декември 1691; † 10 декември 1739)